# 法体の滝
法体の滝（ほったいのたき）は、秋田県由利本荘市に位置する滝。子吉川の上流である赤沢川にある。法体の滝と甌穴は、1960年（昭和35年）12月17日に県の名勝および天然記念物の第1号に指定されている。日本の滝百選の一つ。

## 概略
1697年（元禄10年）の絵図は「ほつたいしの滝」と記されている。滝の名の起源に関しては、法体の空海が地元の村を訪れた際に不動明王が現れ、空海が滝に拝礼した事から来ているという。

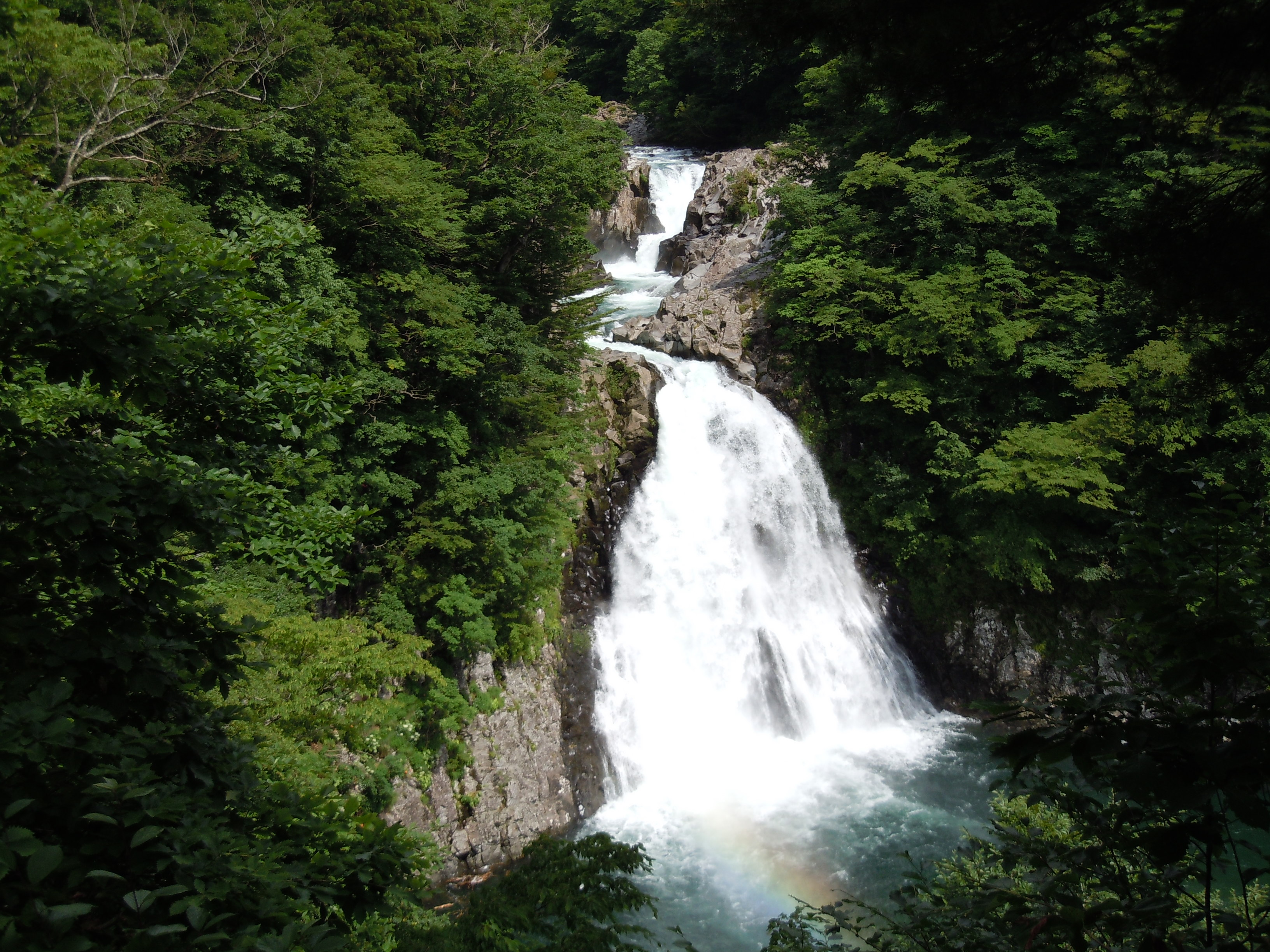
俯瞰

## アクセス
- 由利高原鉄道鳥海山ろく線矢島駅より25km